# Álvaro Campos Estellés
Álvaro Campos Estellés (Mislata, 1 d'abril de 1987) és un exfutbolista professional valencià que jugava com a porter. Es va retirar al CE Castelló.

## Carrera de club
Campos es va formar al planter del Llevant UE i va debutar com a sènior amb l'equip B el 15 de gener de 2006 com a titular en un empat 0–0 a casa a Segona Divisió B contra el CE Sabadell FC. El 30 de juliol de 2008, després de cessions al SC Requena i a l'Ontinyent CF, va acabar el contracte amb els granotes i va fitxar pel Reial Múrcia CF; tot i que només hi va jugar amb l'equip B.
Campos va deixar Múrcia el 2010, i posteriorment va jugar pel Cadis CF, Albacete Balompié i CD Guadalajara de tercera divisió. El 19 de setembre de 2014, signà contracte amb el CE Castelló de Tercera Divisió,
El 30 de juliol de 2016, Campos va fitxar pel Lleida Esportiu de tercera divisió. El 17 d'agost de l'any següent, va retornar al seu exequip, Ontinyent, de la mateixa categoria.
El 2 de juliol de 2018, Campos va retornar a Castelló amb una cessió per dos anys, aquest cop amb l'equip a Segona B. Aproximadament un any més tard, va renovar contracte fins al 2022, i va contribuir amb 30 partits durant la temporada 2019–20 en la qual l'equip ascendí a Segona Divisió després d'una absència de deu anys.
Campos va debutar com a professional el 12 de setembre de 2020 a 33 anys, com a titular en una victòria per 2–1 a fora contra la SD Ponferradina tot i que fou substituït per Óscar Whalley per lesió.